# 福島盆地

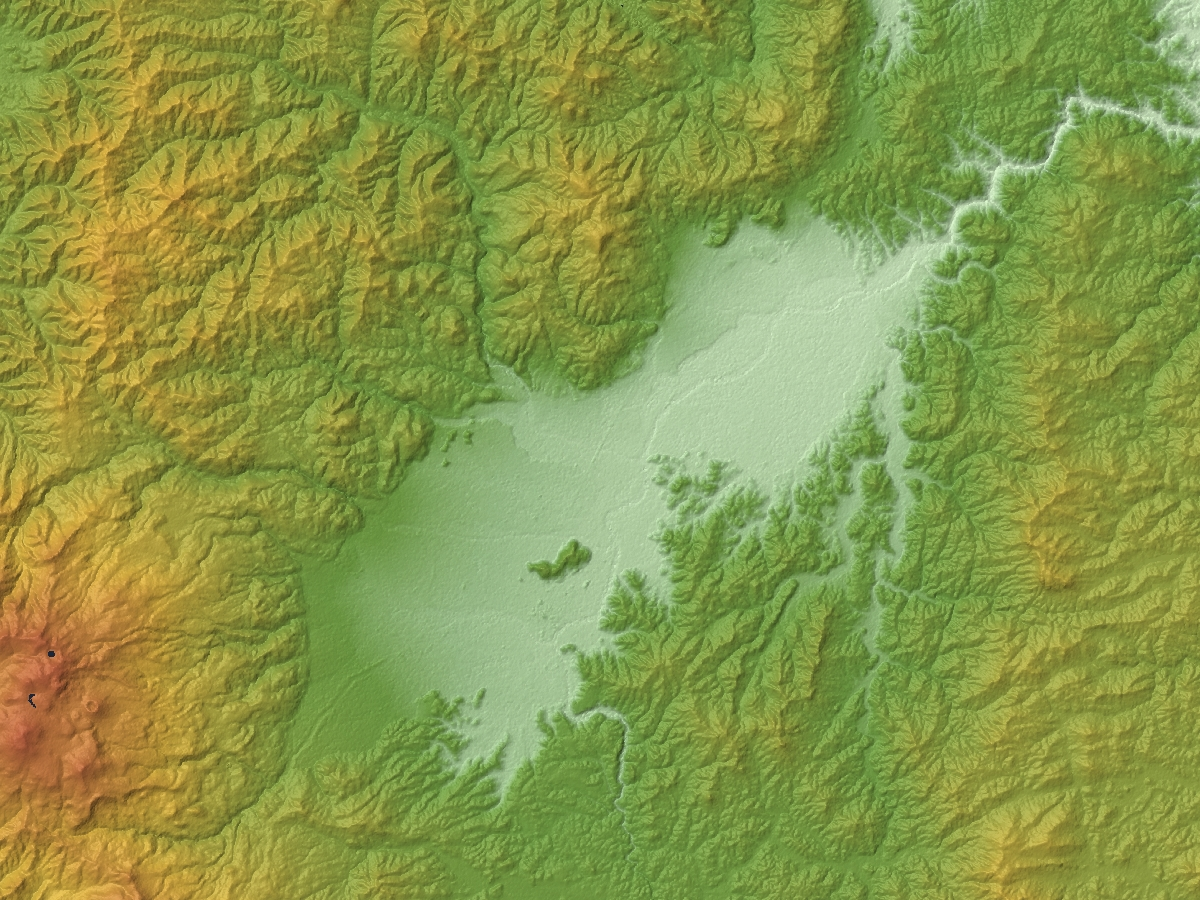
福島盆地の地形図。
左下は吾妻火山

福島盆地（ふくしまぼんち）とは、福島県の中北部にある盆地である。面積は約240平方キロメートル。旧信夫郡と旧伊達郡にまたがる平地であることから、信達（しんたつ）平野とも呼ぶ。

## 地形
北東から南西に長く、中ほどでくびれたひょうたん型をしている。このくびれを境として、北東を伊達盆地、南西を信夫盆地と分ける。北東部は伊達郡の桑折町と国見町の南部および伊達市西部、南西部は福島市の東部にあたる。東方に古く安定した阿武隈高地、西方に新しい奥羽山脈があり、南北は丘陵で塞がれる。
西方には吾妻山など第四紀に活動した火山がある。盆地の北から西を縁取って活断層が連なる。北から藤田断層、桑折断層、台山断層、土湯断層で、西側が高くなる逆断層である。北に宮城県まで断続的に伸びる福島盆地西縁断層帯の一部である。飯坂温泉、高湯温泉、土湯温泉といった温泉も、盆地の西縁にある。
南東の丘陵から阿武隈川が入り、盆地の北東へ抜ける。阿武隈川は南西部（福島市がある信夫盆地）では盆地の東縁を通り、北東部（伊達盆地）では盆地の中央を流れる。西から流れ込む複数の支流が、盆地に入るところでいくつも重なり合う扇状地を作る。
盆地の中央やや南、福島市の中心市街の北に、独立峰の信夫山がある。

## 歴史
律令制で道国郡制が整備され、当初から奈良時代は福島盆地とその周辺区域全体が陸奥国信夫（しのぶ）郡であった。しかし、10世紀前半に、西側が信夫郡、東側と北部が伊達郡と、2郡に分割された。現在の福島市は、旧信夫郡に伊達郡の一部と安達郡の一部を加えた領域になっている。
和歌で枕詞として詠われる「信夫（しのぶ）」は福島盆地、「文知摺（もちずり）」は福島盆地内の地名である。
平安時代末期から鎌倉時代初期には、現在の東北地方ほぼ全域が奥州藤原氏の勢力圏となり、福島盆地は現在の福島県中通り、会津、置賜地方を支配した奥州藤原氏の一族、信夫佐藤氏の本拠地となった。福島盆地北西部の飯坂にある大鳥城が佐藤氏の本城だった。源義経の忠実な家臣として有名な佐藤継信、佐藤忠信兄弟も、信夫佐藤氏の頭領で信夫庄司であった佐藤基治（佐藤元治）の子である。
源頼朝の奥州征伐では、福島盆地北端の厚樫山（あつかしやま：あるいは国見山）山麓に奥州藤原氏勢力は巨大な防塁を築き、この厚樫山山麓が奥州藤原氏と鎌倉の事実上の決戦場となった。
源頼朝の奥州征伐の後、関東武士である常陸入道念西(伊達朝宗)の一族は、佐藤基治を破った功により、福島盆地の信夫郡・伊達郡を拝領して伊達氏を名乗るようになり、以後、安土桃山時代まで伊達氏支配となる。（ただし、信夫佐藤氏は完全に滅びたわけではなく、子孫はその後伊達氏や岩城氏、相馬氏、佐竹氏等に仕えたり、伊勢に転封されたりしている）
豊臣秀吉による伊達政宗の転封により、近江武士の蒲生氏郷の支配となる。蒲生氏滅亡後、越後から上杉景勝が転封されて、江戸時代初期まで上杉氏支配となる。この上杉氏支配下で、福島盆地内の開墾整備が急速に進み（西根堰などが有名）、農業生産高を大きく飛躍させた。上杉氏の末期養子の代償によって信夫郡、伊達郡が上杉氏から召し上げとなった後は、福島盆地内にはめまぐるしく小藩や幕領が入り乱れて、明治維新を迎えた。
なお、江戸時代前期までは、現在の福島盆地中心部である福島市街域よりも、肥沃な土地が多い福島盆地北部の阿武隈川流域（現在の桑折町、伊達市梁川地域、伊達市保原地域）の方が経済活動が活発であり、政治的経済的中心だった。伊達氏も伝統的に盆地北部を本拠地とし、初期の福島藩（本多氏）も、桑折に築城しようと縄張りした（ただし築城前に転封となった）。現在のように福島盆地南部の経済活動が活発になったのは、板倉氏によって福島城下の整備がすすみ、治水事業によって福島盆地南部の開墾が進んだ江戸時代中期以降である。
盆地南部の吾妻山山麓は水の便の悪い扇状地のため、ながらく不毛の地であったが、江戸時代より水利管理技術の向上が進み、暴れ川と呼ばれた阿武隈川支流の荒川（当時：須川）の治水にも成功し、次第に耕地として開墾された。一方、幕末から盆地東部を中心に養蚕が盛んになり、戦前は福島盆地全体に桑畑が広がっていた。戦後の養蚕業の斜陽化で果樹への転作が進み、現在では盆地南部の吾妻山麓も含めて全国有数の果樹類の一大産地となっている。特に桃の生産が盛んである。

## 自治体
| 自治体名 | 面積      | 総人口   | 人口密度  | 自治体の木     | 自治体の花 | 自治体の鳥   |
| -------- | --------- | -------- | --------- | -------------- | ---------- | ------------ |
| 福島市   | 767.72km2 | 271018人 | 353人/km2 | ケヤキ         | モモ       | シジュウカラ |
| 伊達市   | 265.12km2 | 54671人  | 206人/km2 | アカマツ       | モモ       | セキレイ     |
| 桑折町   | 42.97km2  | 10810人  | 252人/km2 | カヤ、アカマツ | モモ       | カッコウ     |
| 国見町   | 37.95km2  | 7879人   | 208人/km2 | アカマツ       | モモ       | ウグイス     |

## 特産品
福島盆地を代表する特産品は桃である。全国有数の桃の生産地であり、福島の桃は皇室・宮家への献上桃として指定されているなど高品質なことでも知られている。福島盆地に所在する4自治体全てが「モモ」を自治体の花に指定していることからも、福島盆地を代表する特産品であることを表している。
各自治体の取り組みやPR活動について。福島市では1963年から50年以上継続して福島の桃を中心としたくだものの魅力をPRするキャンペンガールの取り込みが行われている。観光シーズン中の福島駅新幹線ホームでのPR活動はもちろん、東京を含む首都圏や、北海道、九州地方など全国の重点消費地を訪問している。桑折町では毎年8月上旬に「献上桃選果式」献上桃の選果・箱詰式が執り行われている。
桃に次ぐ特産品として挙げられるのが、福島市は「萱場梨」と呼ばれる梨の品種。伊達エリアは「あんぽ柿」と呼ばれる干し柿の一種が挙げられる。

## 気候
典型的な内陸性盆地型気候。山形盆地や甲府盆地と同様、夏の最高気温は35度を超える日がめずらしくなく、毎年、年に数回はその日の全国最高気温をマークする。雪国と言うほどの降雪はなく、平野部では30cmも降れば大雪で、厳冬期の最低気温もマイナス10度を下回ることはまずない。冬期の生活上の問題は、降雪よりもむしろ凍結路である。
盆地の低地は標高50m以下、一方盆地周辺部の高山地帯は標高1,800mに至るため、同じ生活圏であっても地域による気候・天気の差は大きい。桜などの花見では、福島市内だけで低地から高地まで1か月以上楽しむことができる。
- 主な都市の降雪量・積雪量（平年値）

| 都市   | 降雪量累計 | 最深積雪 | 1月気温 | 都市   | 降雪量累計 | 最深積雪 | 1月気温 |
| ------ | ---------- | -------- | ------- | ------ | ---------- | -------- | ------- |
| 札幌   | 630 cm     | 101 cm   | -4.1°C  | 軽井沢 | 136 cm     | 32 cm    | -3.6°C  |
| 青森   | 774 cm     | 114 cm   | -1.4°C  | 富山   | 433 cm     | 69 cm    | 2.5°C   |
| 秋田   | 409 cm     | 41 cm    | -0.1°C  | 金沢   | 14 cm      | 6 cm     | 3.6°C   |
| 山形   | 491 cm     | 50 cm    | -0.5°C  | 東京   | 13 cm      | 7 cm     | 5.8°C   |
| 盛岡   | 351 cm     | 36 cm    | -2.1°C  | 名古屋 | 13 cm      | 7 cm     | 4.3°C   |
| 仙台   | 90 cm      | 17 cm    | 1.5°C   | 彦根   | 131 cm     | 29 cm    | 3.6°C   |
| 石巻   | 56 cm      | 17 cm    | 0.5°C   | 岐阜   | 52 cm      | 16 cm    | 4.3°C   |
| 福島   | 235 cm     | 26 cm    | 1.4°C   | 鳥取   | 263 cm     | 49 cm    | 3.9°C   |
| いわき | 14 cm      | 6 cm     | 3.6°C   | 松江   | 111 cm     | 24 cm    | 4.2°C   |
| 新潟   | 255 cm     | 39 cm    | 2.6°C   | 福岡   | 5 cm       | - cm     | 5.8°C   |
| NYC    | 57 cm      | - cm     | -0.6°C  | シカゴ | 97 cm      | - cm     | -5.6°C  |

※降雪量累計：気象庁の統計データでいう「降雪の深さ合計」のこと。日ごとの降雪量を積算（平年値）
※最深積雪：一度に降る最も多い積雪量（平年値）
※1月気温：1月の平均気温（平年値）
（参考）：アメリカ合衆国のニューヨーク市（NYC）とシカゴ市を併記（数値はNational Weather Serviceによる）。

## 信達平野湖説
福島県と宮城県の県境の猿跳（さるっぱね）岩によって阿武隈川がせき止められて福島盆地全体が湖水だったという、伊達風土記をはじめとする信達（しんたつ）平野湖説という民間説話がある。実際に福島盆地では低地の砂岩質の地層からよく貝殻なども発見されている。しかし、福島盆地東北端の平地や猿跳岩の標高は約40mで、対して信夫山周辺の福島市街地の標高は約70m。信夫山が島になる水位を保つのは地形的に不可能である。また信夫山が島になる水位であれば湖底であるはずの場所からも縄文・弥生時代以降の史跡が発掘されている。南関東広い地域が内海であった約6,000年前の縄文海進までさかのぼって考えても、縄文海進による水位上昇は3m～5mであったため、福島盆地の標高で内海になることもあり得ない。
実際、福島盆地が浅海であった時代は地質調査より確認されているが、化石化した魚介類がよく見つかる梁川層などの浅海時代は新生代第三期の約1500万年～1600万年前の地層であり、人類登場よりはるか以前のものである。現在の福島盆地の地形がほぼできあがったのは第四紀更新世中期の約20万年前、その後、盆地に流れ込む河川により、盆地低地部の堆積や段丘化を経て現在の地形になった。
以上のように、信達平野湖説は地質学的にはあり得ない。信達湖説は盆地全体の見た目の地形のイメージや貝殻の化石が見つかることなどから生まれた都市伝説的風説と推察される。

## 画像一覧

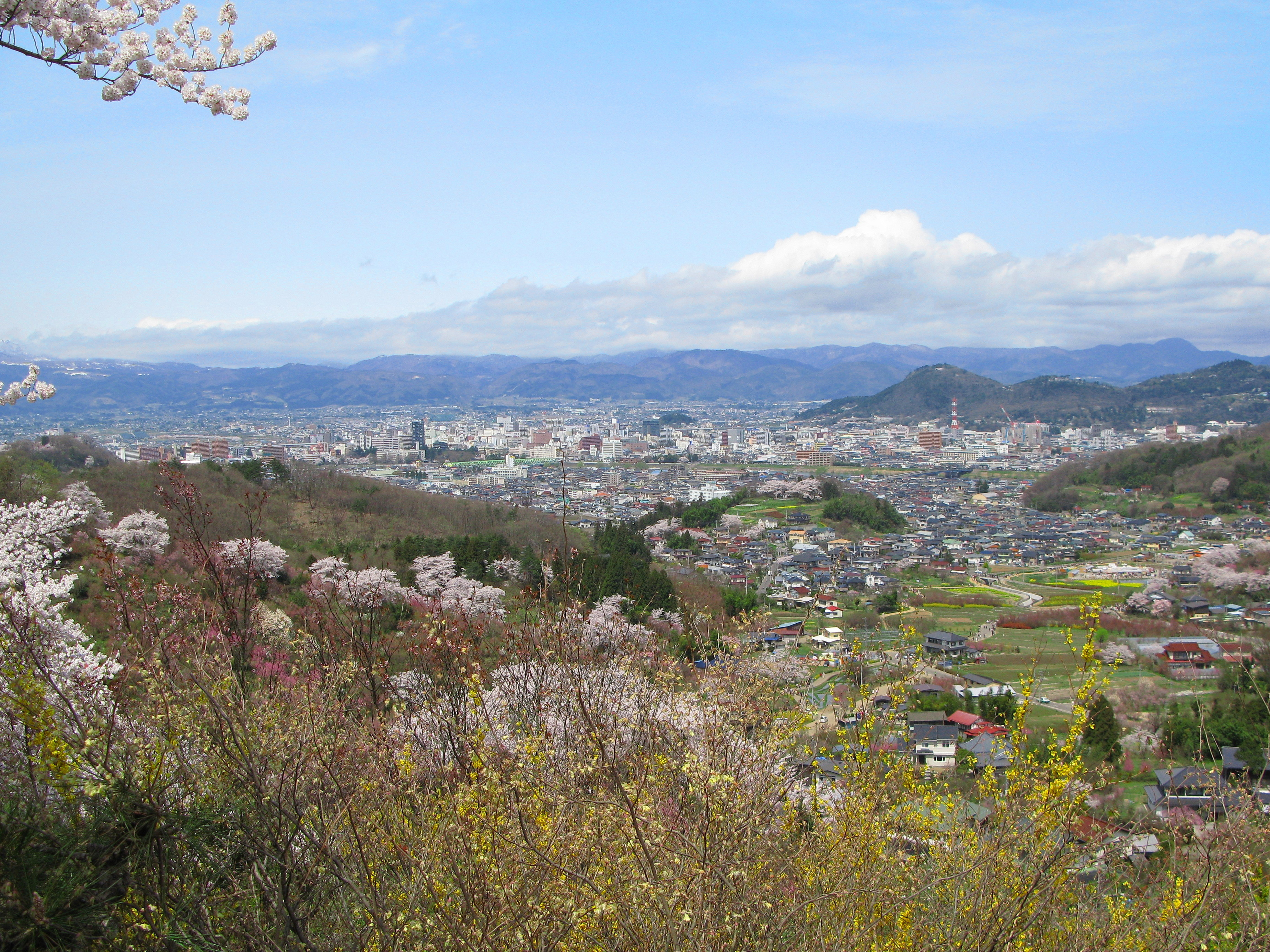
花見山公園より見る福島盆地
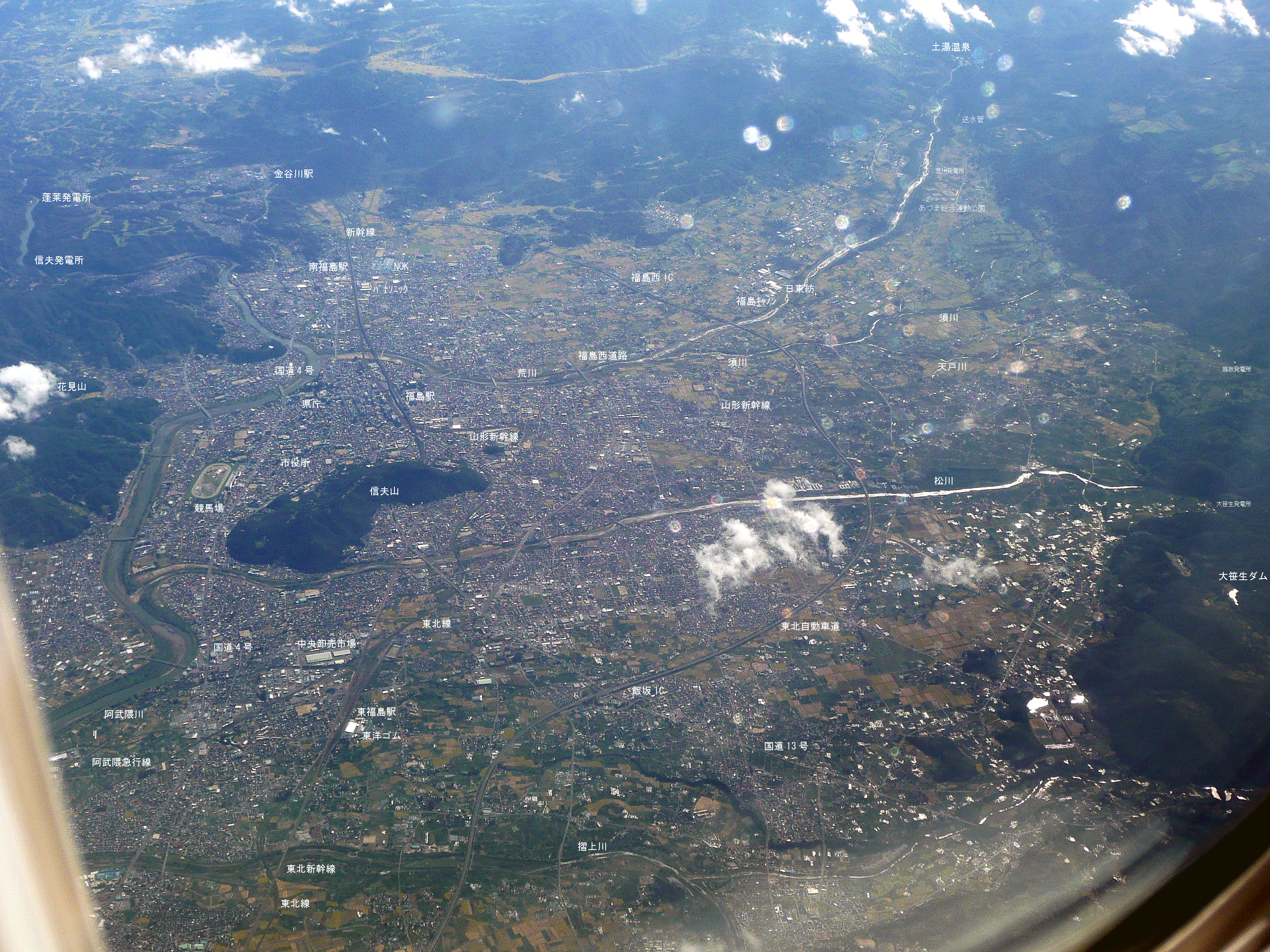
福島盆地北部空撮
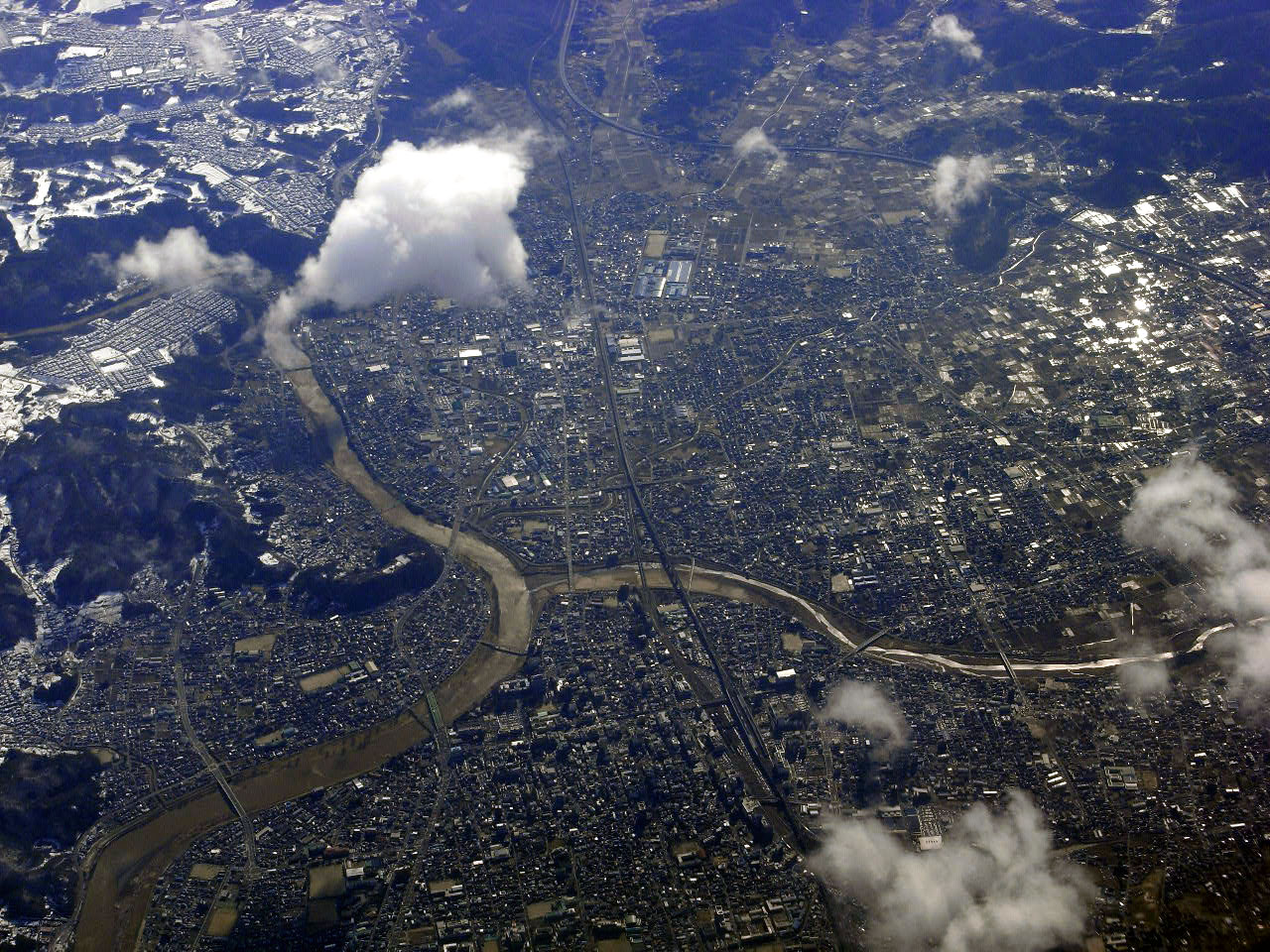
福島盆地福島市中心市街空撮
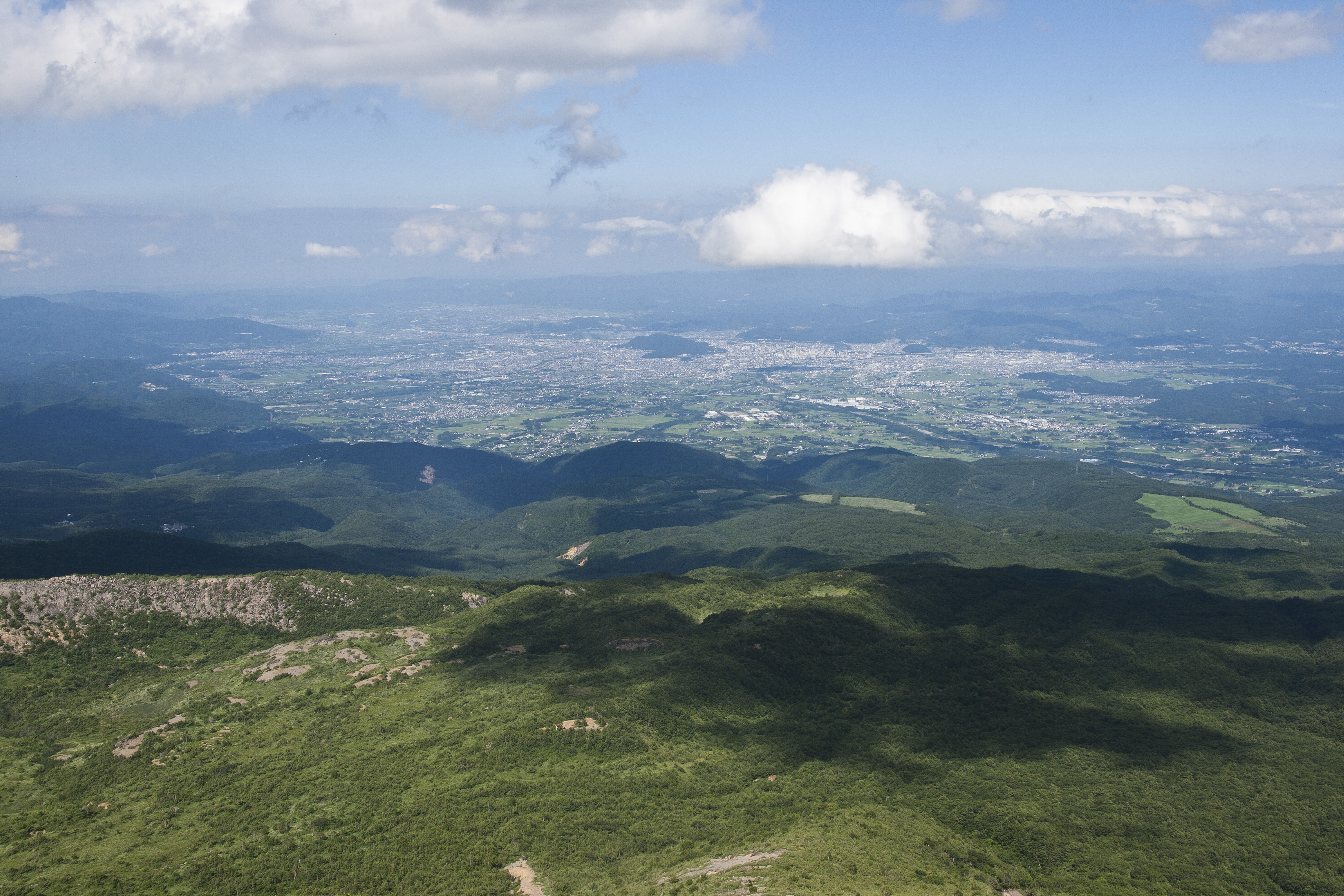
吾妻小富士より望む福島盆地